# جون جورج بارثولوميو
جون جورج بارثولوميو (بالإنجليزية: John George Bartholomew) (1860-1920) جغرافي ورسام خرائط بريطاني، وكان حامل الأمر الملكي في رسم الخرائط، وكان يصنف تحت عنوان «راسم الخرائط للملك»، ولهذا السبب عرف في الكثير من الأحيان بلقب «أمير الخرائط».
في ظل إدارة جون جورج بارثولوميو لشركاته العائلية أصبحت واحد من أفضل مدراء الشركات في المجال التجاري، ولكن بارثولوميو نفسه لم يكن مجرد متخصص في الأعمال التجارية، ولكن كان أيضا جغرافي موهوب ورساما بارعا للخرائط، وكان هو الذي بدأ في استخدام طبقات الخرائط الملونة، وأنه من توقع احتياج المسافرين في أواخر القرن التاسع عشر وأوائل القرن العشرين للخرائط، مما أدى مؤخرا لنشر خرائط الشوارع في المدن الكبرى، وخرائط لركوب الدراجات، وخرائط الجداول الزمنية للسكك الحديدية، وخرائط الطريق للسيارات. وقد تعاون جون جورج بارثولوميو مع بعض الشخصيات العلمية وبعض المسافرين في بعض المشاريع التي تنطوي على فترة دراستهم. وقام جون جورج بارثولوميو بإنتاج أطلس بارثولوميو للأرصاد الجوية وأطلس بارثولوميو في الجغرافيا الحيوانية، والتي أنتجها من سلسلة من خمسة مجلدات. وقبل وفاته كان يخطط على إصدار الطبعة الأولى من الأطلس مسح الأوقات في العالم (Times Survey Atlas)، وكانت هذه الطبعة والطبعات اللاحقة لها من مشاريع أطلس الأكثر نجاحا في القرن العشرين، وقد سلمت زمام الأعمال إلى ابنه إيان بارثولوميو (1890-1962).

## التسلسل الزمني لحياته
- 1860: ولد في ادنبره يوم 22 مارس.
- 1880: بدأ العمل مع والده في مجال الأعمال التجارية، وبدأ في صنع الخرائط.
- 1884: شارك في تأسيس الجمعية الملكية الجغرافية الاسكتلندية.
- 1884-1920: السكرتير الفخري للجمعية الملكية الجغرافية الاسكتلندية.
- 1887: انتخب في الجمعية الملكية في ادنبره.
- 1888: نجاحه مع والده في الأعمال التجارية.
- 1888: انتخب في الجمعية الجغرافية الملكية في لندن.
- 1892: سكرتير البريد في الجمعية البريطانية لتقدم العلوم.
- 1895: نشر رحلة مسحه الذي قام بها في اسكتلندا.
- 1899: ينشر له أطلس الأرصاد الجوية.
- 1903: ينشر له مسح رحلته في انكلترا وويلز.
- 1905: تلقى ميدالية فيكتوريا الذهبية من الجمعية الجغرافية الملكية.
- 1909-1912: عضو مجلس الجمعية الملكية في ادنبره.
- 1910: عين رسام الخرائط الملكي من قبل الملك جورج الخامس.
- 1911: ينشر له أطلس الجغرافيا الحيوانية.
- 1918: يحصل على ميدالية كارفر هيلين من الجمعية الجغرافية في شيكاغو.
- 1920: وفاة في مدينة سينترا، البرتغال، في 14 أبريل.
- 1922: نشر الطبعة الأولى من أطلس مسح أوقات العالم بعد وفاته.

## روابط خارجية
- جون جورج بارثولوميو على موقع الموسوعة البريطانية (الإنجليزية)